# 孔菲尼翁
孔菲尼翁（法語：Confignon）是瑞士日内瓦州的一个镇，位于罗纳河左岸，日内瓦市区西南方。阿尔沃河的支流艾尔河从该镇穿过。
截止2009年底，孔菲尼翁有居民4106人。

## 外部連結
- （法文）孔菲尼翁官方网站 （页面存档备份，存于）